# 情義我心知
《情義我心知》是2005年出品的一部香港電影，由黎明、杜汶澤、葉璇、楊貴媚、張耀揚等主演，在日本東京進行拍攝。

## 劇情
故事講述黃海（杜汶澤 飾）在日本借高利貸做本錢，經營皮條生意，結果遭人陷害而血本無歸，更欠下黑幫一筆巨債，被逼於街頭派紙巾還債。黃海在新宿街頭扒竊期間，巧合遇上患有輕度弱智的小學同學李子俊（黎明 飾），原來李子俊與親人在日本旅遊時失散，獨自流浪街頭。黃海發現李子俊頗受女性歡迎，在經營酒吧的好友燕姐（楊貴媚 飾）拉攏下，將李子俊推向了男妓市場，於是兩兄弟穿梭於新宿的大街小巷之間，兩人之間漸漸產生了兄弟之情，但其後的一連串事件令兩人的生活急劇變化，使到李子俊與黃海陷入了更大的麻煩。

## 演員表
| 演员     | 角色       | 备注                                                                   |
| 黎明     | 李子俊     | 患有輕度弱智，個性天真善良，是黃海的小學同學。                         |
| 杜汶澤   | 黃海       | 為人不學無術，在日本新宿以各種方法謀財。                               |
| 葉璇     | 黃海的前妻 | 因為不滿丈夫不學無術而與其分手，但其實一直期盼他浪子回頭。             |
| 楊貴媚   | 燕姐       | 為人豪爽，不拘小節，在日本新宿替黑幫經營酒吧，經常照顧流落街頭的黃海。 |
| 張耀揚   |            |                                                                        |
| 葉山豪   | 阿成       | 黃海之好友                                                             |
| 田中千繪 | 辛子       |                                                                        |
| 陳文剛   | 俊之親兄   |                                                                        |
| 李家榮   | 俊之親弟   |                                                                        |
| 蔡靜文   | 俊之親妹   |                                                                        |

## 電影歌曲
- 主題曲：《都是你》（作曲：光良；填詞：光良；主唱：光良）

## 提名紀錄
《情義我心知》分別獲得香港電影評論學會提名為《第十二屆香港電影評論學會大獎最佳男演員（杜汶澤）的最後五強；《第二十五屆香港電影金像獎》最佳新演員（葉璇）提名；《第十一屆香港電影金紫荊獎》最佳男配角（杜汶澤）提名；《第四十三屆台金馬獎》最佳男配角（杜汶澤）提名。

## 外部連結
- 互联网电影数据库（IMDb）上《情義我心知》的资料（英文）